# I do, You do
『I do, You do あなたらしく、わたしらしく』（あいどぅ、ゆうどぅ - ）は、1983年10月に発表された太田裕美の17枚目のオリジナルアルバム。発売元はCBS・ソニー。
2001年5月23日、CDとして再発売された。規格品番はSRCL-5091。

## 解説
同年3月21日にリリースされた前作の『Far East』に続き、のちに夫となる音楽プロデューサーの福岡智彦がディレクターとして参加した。
本作では、作詞家として駆け出し時代の銀色夏生が起用された。銀色夏生は、本作では「山本みき子」名義を使用しているが、次作の『TAMATEBAKO』と『雨の音が聞こえる』では「山元みき子」名義を使用している。
編曲には『Far East』に引き続き大村雅朗を迎えた。また本作では川島裕二や、福岡がデビューさせたチャクラのリーダーだった板倉文などが作曲・編曲で参加。下田逸郎とのコンビによる「ロンリィ・ピーポー」シリーズも2曲収録している。
ニューヨーク留学からの帰国後に発表した前作『Far East』のB面「Tokyo Side」を発展させ、1980年代に流行したオリエンタル・サウンドを採り入れた作品。前作に続きニュー・ウェイヴ路線を推し進め、さらに思い切ったテクノ歌謡的サウンドで「『木綿のハンカチーフ』の太田裕美」のイメージを覆して新境地を拓いた。この路線は次作の『TAMATEBAKO』にも引き継がれることとなる。
福岡の影響によるテクノ路線への転換に対しては、従来のファンからは賛否両論もあったが、シングルカットされた『満月の夜 君んちへ行ったよ』が有線放送などで流れたこともあり、1980年代のYMOブームに代表されるテクノ・ポップの流行下で新規ファン層を獲得することにも成功した。
アルバムジャケットは、オレンジ色基調の背景に「I do, You do」の大きな黄色い文字が躍り、当時流行したDCブランド風の衣装をまとった太田がポーズを取るという、明るくポップなイメージのデザインとなっている。

## 収録曲
1. 満月の夜 君んちへ行ったよ
  - 作詞：山本みき子／作曲：太田裕美／編曲：大村雅朗
  - アルバム発売後の1983年11月21日にシングルカットされ発売。
2. 葉桜のハイウェイ
  - 作詞：山元みき子／作曲：板倉文／編曲：大村雅朗
  - シングル『ロンリィ・ピーポーII』のB面曲。
3. お墓通りあたり
  - 作詞：山本みき子／作曲：太田裕美／編曲：大村雅朗
  - シングル『満月の夜 君んちへ行ったよ』のB面曲。
4. ガラスの週末
  - 作詞：山元みき子／作曲：板倉文／編曲：大村雅朗
5. こ・こ・に・い・る・よ
  - 作詞：山本みき子／作曲：太田裕美／編曲：大村雅朗
6. 移り気なマイ・ボーイ
  - 作詞：山本みき子／作曲：太田裕美／編曲：大村雅朗
7. パスしな!
  - 作詞：山本みき子／作曲：川島UG／編曲：バナナ
8. ロンリィ・ピーポーIII
  - 作詞：下田逸郎／作曲：太田裕美／編曲：板倉文
9. ロンリィ・ピーポーII
  - 作詞：下田逸郎、作曲：岡本一生、亀井登志夫／編曲：大村雅朗
10. 33回転のパーティー
  - 作詞：山本みき子／作曲・編曲：板倉文